# Álvaro de Ataíde da Gama
D. Álvaro de Ataíde da Gama (1517 - ?), filho segundogénito do explorador Vasco da Gama e de sua mulher Catarina de Ataíde, foi um militar português do século XVI, Capitão de Malaca de 1552 a 1554, em sucessão a seu irmão, D. Pedro da Silva da Gama.

### O incidente em Malaca com S. Francisco Xavier
Assumiu a capitania em situação de conflitualidade com o seu antecessor e irmão, consequência "do temperamento exaltado que caracterizava ambos".
Durante o seu governo em Malaca, assumiu protagonismo num notável incidente, que o opôs ao missionário jesuíta São Francisco Xavier.
Francisco Xavier havia chegado pela primeira vez a Malaca em 27 de dezembro de 1551, onde foi nomeado para o cargo de Superior Provincial dos jesuítas no Oriente. Em 30 de dezembro do mesmo ano embarcou com destino a Cochim onde, em finais de janeiro de 1552, se encontrou com o novo governador da Índia, D. Afonso de Noronha, obtendo dele o necessário apoio para chefiar uma embaixada portuguesa à China.
Obtida a autorização do vice-rei, Francisco Xavier partiu de Goa com a sua embaixada no dia 17 de abril de 1552, chegando de novo a Malaca em 31 de maio do mesmo ano. Porém, apesar de a embaixada portuguesa à China estar devidamente autorizada pelo vice-rei e pelo bispo de Goa, preenchendo assim todos os requisitos civis e religiosos para ser efetivada, D. Álvaro de Ataíde da Gama, como capitão-mor da fortaleza de Malaca, e por razões que nunca foram esclarecidas, colocou obstáculos à sua realização.

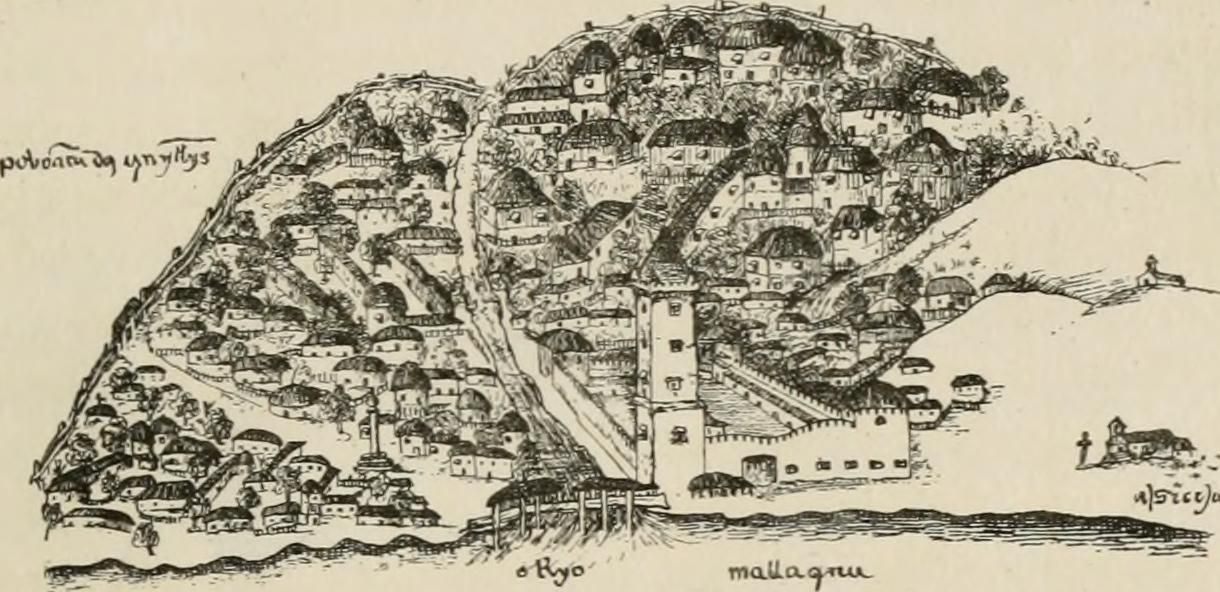
Malaca Portuguesa, nas Lendas da Índia, de Gaspar Correia (c. 1550 - 1563)

D. Álvaro detinha também o cargo de capitão-mor do mar, que incluía jurisdição sobre o porto e a marinha de Malaca pelo que, de posse dessa autoridade, aprisionou no porto a nau Santa Cruz, pertencente ao muito rico mercador de Macau, Diogo Pereira, que devia transportar até à China Francisco Xavier e a sua comitiva. D. Álvaro confiscou também os presentes que a embaixada iria entregar às autoridades chinesas.
Xavier reivindicou então a sua autoridade, como Núncio Apostólico, e escreveu um “Libelo Suplicatório” dirigido ao padre João Soares, vigário de Malaca, no mês de junho de 1552. Nesse documento, queixa-se de que o capitão se estava a opor à autoridade de um prelado religioso - o bispo de Goa - que tinha jurisdição espiritual sobre todo o Oriente e, nessa qualidade, ordenado a missão à China. Além disso D. Álvaro, ao impedir a partida de Xavier, que era Núncio Apostólico, tomava uma atitude que poderia gerar a sua excomunhão e opunha-se ainda à suprema autoridade civil portuguesa no Oriente e representante do poder da coroa, o vice-rei em Goa.
Não obstante este documento, em que Xavier usava todos os argumentos disponíveis a favor da partida da embaixada, o que é certo é que a oposição de D. Álvaro de Ataíde da Gama prevaleceu. Francisco Xavier não conseguiu desembargar a embaixada à China, pelo que resolveu partir para lá a título individual. Em 17 de julho, deixou assim Malaca com rumo à China, mas acompanhado somente pelo jesuíta Álvaro Ferreira, por um intérprete chinês e por um criado indiano. (Viria a falecer, na ilha de Sanchoão, a 3 de dezembro de 1552).
Durante a sua carreira militar no Oriente, além de capitão de Malaca, Ataíde da Gama foi também, por diversas vezes, capitão de naus nas armadas da Índia, tendo-se distinguido em várias batalhas.

### Falecimento sem sucessão
D. Álvaro de Ataíde da Gama usava o sobrenome Ataíde em homenagem a seu avô materno Álvaro de Ataíde, senhor de Penacova e Alcaide de Alvor (foi na sua residência no Alvor que faleceu o rei D. João II); era assim sobrinho materno de Nuno Fernandes de Ataíde, famoso capitão da praça portuguesa de Safim, em Marrocos.
Segundo a Grande Enciclopédia Portuguesa e Brasileira teria falecido já em Lisboa (vitimado de lepra), para onde havia seguido sob mandato de prisão (algo de relativamente comum, entre os dirigentes do Estado da Índia, na época), antes de formalmente terminado o seu mandato de governador. Porém, não sendo citada a fonte dessa informação, pode se tratar de confusão com algum dos seus vários homónimos e parentes, que exerceram cargos relevantes no império português na Ásia.  
Nunca casou, não havendo também certezas sobre se terá deixado descendência ilegítima.